# Coupe du monde de ski de fond 1994-1995
Navigation
Édition précédente Édition suivante
La 14e édition de la Coupe du monde de ski de fond s'est déroulée du 27 novembre 1994 au 25 mars 1995. Le Norvégien  Bjørn Dæhlie remporte le classement général chez les hommes pendant que la Russe Elena Välbe remporte la Coupe du monde.

## Classements

### Classements généraux
| Rang | Nom                | Points |
| ---- | ------------------ | ------ |
| 1    | Bjørn Dæhlie       | 930    |
| 2    | Vladimir Smirnov   | 866    |
| 3    | Silvio Fauner      | 591    |
| 4    | Alexei Prokourorov | 572    |
| 5    | Jari Isometsä      | 525    |
| 6    | Thomas Alsgaard    | 429    |
| 7    | Harri Kirvesniemi  | 363    |
| 8    | Mika Myllylä       | 340    |
| 9    | Torgny Mogren      | 330    |
| 10   | Mikhail Botvinov   | 269    |

| Rang | Nom                   | Points |
| ---- | --------------------- | ------ |
| 1    | Elena Välbe           | 1060   |
| 2    | Nina Gavriliouk       | 840    |
| 3    | Larisa Lazutina       | 785    |
| 4    | Olga Danilova         | 547    |
| 5    | Olga Savialova        | 395    |
| 6    | Inger Helene Nybråten | 386    |
| 7    | Stefania Belmondo     | 377    |
| 8    | Marit Mikkelsplass    | 361    |
| 9    | Anita Moen            | 295    |
| 10   | Trude Dybendahl       | 290    |

## Calendrier et podiums

### Hommes

#### Épreuves individuelles
| Étape                                                               | Lieu        | Épreuve         | Date             | Vainqueur          | Deuxième           | Troisième        |
| ------------------------------------------------------------------- | ----------- | --------------- | ---------------- | ------------------ | ------------------ | ---------------- |
| 1                                                                   | Kiruna      | 10 km Classique | 27 novembre 1994 | Bjørn Dæhlie       | Vladimir Smirnov   | Kristen Skjeldal |
| 2                                                                   | Tauplitzalm | 15 km Classique | 14 décembre 1994 | Alexei Prokourorov | Bjørn Dæhlie       | Niklas Jonsson   |
| 3                                                                   | Sappada     | 15 km Libre     | 17 décembre 1994 | Bjørn Dæhlie       | Silvio Fauner      | Jari Isometsä    |
| 4                                                                   | Sappada     | 10 km Libre     | 20 décembre 1994 | Torgny Mogren      | Henrik Forsberg    | Vladimir Smirnov |
| 5                                                                   | Nové Město  | 15 km Classique | 14 janvier 1995  | Harri Kirvesniemi  | Jari Isometsä      | Silvio Fauner    |
| 6                                                                   | Lahti       | 15 km Libre     | 27 janvier 1995  | Vladimir Smirnov   | Bjørn Dæhlie       | Jari Isometsä    |
| 7                                                                   | Lahti       | 15 km Classique | 29 janvier 1995  | Vladimir Smirnov   | Jari Isometsä      | Bjørn Dæhlie     |
| 8                                                                   | Falun       | 30 km Classique | 4 février 1995   | Bjørn Dæhlie       | Silvio Fauner      | Vladimir Smirnov |
| 9                                                                   | Oslo        | 50 km Classique | 11 février 1995  | Vladimir Smirnov   | Alexei Prokourorov | Mikhail Botvinov |
| Championnats du monde de ski nordique 1995 (9 mars au 19 mars 1995) |             |                 |                  |                    |                    |                  |
| 10                                                                  | Sapporo     | 15 km Libre     | 25 mars 1995     | Bjørn Dæhlie       | Vladimir Smirnov   | Thomas Alsgaard  |

### Femmes

#### Épreuves individuelles
| Étape                                                               | Lieu        | Épreuve         | Date             | Vainqueur             | Deuxième           | Troisième       |
| ------------------------------------------------------------------- | ----------- | --------------- | ---------------- | --------------------- | ------------------ | --------------- |
| 1                                                                   | Kiruna      | 5 km Classique  | 27 novembre 1994 | Elena Välbe           | Nina Gavriliouk    | Trude Dybendahl |
| 2                                                                   | Tauplitzalm | 10 km Classique | 14 décembre 1994 | Elena Välbe           | Nina Gavriliouk    | Olga Danilova   |
| 3                                                                   | Sappada     | 15 km Libre     | 17 décembre 1994 | Elena Välbe           | Olga Savialova     | Nina Gavriliouk |
| 4                                                                   | Sappada     | 5 km Libre      | 20 décembre 1994 | Nina Gavriliouk       | Elena Välbe        | Olga Savialova  |
| 5                                                                   | Östersund   | 30 km Libre     | 7 janvier 1995   | Elena Välbe           | Stefania Belmondo  | Nina Gavriliouk |
| 6                                                                   | Nové Město  | 15 km Classique | 14 janvier 1995  | Elena Välbe           | Larisa Lazutina    | Nina Gavriliouk |
| 7                                                                   | Lahti       | 10 km Classique | 28 janvier 1995  | Inger Helene Nybråten | Marit Mikkelsplass | Larisa Lazutina |
| 8                                                                   | Falun       | 10 km Classique | 4 février 1995   | Nina Gavriliouk       | Elena Välbe        | Larisa Lazutina |
| 9                                                                   | Falun       | 10 km Libre     | 5 février 1995   | Elena Välbe           | Nina Gavriliouk    | Larisa Lazutina |
| 10                                                                  | Oslo        | 30 km Classique | 11 février 1995  | Larisa Lazutina       | Anita Moen         | Olga Danilova   |
| Championnats du monde de ski nordique 1995 (9 mars au 19 mars 1995) |             |                 |                  |                       |                    |                 |
| 11                                                                  | Sapporo     | 15 km Libre     | 25 mars 1995     | Elena Välbe           | Larisa Lazutina    | Nina Gavriliouk |